# Aphanisticus pusillus
Aphanisticus pusillus – gatunek chrząszcza z rodziny bogatkowatych i podrodziny Agrilinae. Zamieszkuje Europę i Afrykę Północną. Żeruje na turzycy sinej i kosmatce polnej.

## Taksonomia
Gatunek ten opisany został po raz pierwszy w 1790 roku przez Guillaume’a-Antoine’a Oliviera pod nazwą Buprestis pusillus.

## Morfologia
Chrząszcz o wydłużonym ciele długości od 2,2 do 3 mm, tęższym niż u A. elongatus i A. emarginatus. Ubarwienie ma czarne ze słabym połyskiem brązowym. Głowa ma bardzo silnie wykształconą bruzdę środkową, umieszczone na przedniej powierzchni oczy i zwieńczone czteroczłonowymi, ząbkowanymi buławkami czułki. Przedplecze jest najszersze mniej więcej pośrodku i szersze w części tylnej niż przedniej, lekko wysklepione i zaopatrzone płytką poprzeczną bruzdę pośrodku oraz bardzo szerokie rowki boczne. Pokrywy są dwukrotnie dłuższe niż szerokie i dwukrotnie dłuższe niż głowa i przedplecze razem wzięte, zaopatrzone w podłużne szeregi punktów. Wierzchołek pokryw jest ścięty. W przeciwieństwie do A. pygmaeus odwłok pozbawiony jest kila na drugim sternicie.

## Ekologia i występowanie
Owad ten zasiedla głównie stanowiska wilgotne, w suchych spotykany jest rzadko. Postacie dorosłe zimują wśród suchych mchów i stają się aktywne w kwietniu, a dożywają do maja. Nowe ich pokolenie pojawiać się zaczyna w lipcu lub sierpniu i pozostaje aktywne do września. Osobniki dorosłe wiosną bywają znajdywane w napływkach.
Jest wąskim polifagiem. Roślinami żywicielskimi larw są turzyca sina z rodziny ciborowatych i kosmatka polna z rodziny sitowatych. Samica składa jajo na spodniej stronie ustawionego pionowo liścia, po czym zabezpiecza je kropelką wydzieliny. Larwa jest endofoliofagiem i minuje liść, drążąc głównie schodzący ku nasadzie liścia chodnik szerokości około 1 mm i długości od 20 do 42 mm z odchodami umieszczonymi pośrodkowo. Przepoczwarczenie ma miejsce w obrębie miny.
Gatunek palearktyczny, znany z Portugalii, Hiszpanii, Wielkiej Brytanii, Francji, Belgii, Holandii, Niemiec, Szwajcarii, Austrii, Włoch, Danii, Szwecji, Łotwy, Litwy, Polski, Czech, Słowacji, Węgier, Ukrainy, Rumunii, Bułgarii, Słowenii, Chorwacji, Bośni i Hercegowiny, Serbii, Czarnogóry, Albanii, Macedonii Północnej, Grecji, europejskiej części Rosji, Algierii i Tunezji.
Ku północy zasięgu staje się coraz rzadszy. W Polsce spotykany jest bardzo rzadko. Na „Czerwonej liście zwierząt ginących i zagrożonych w Polsce” umieszczony został jako gatunek o niedostatecznie rozpoznanym statusie (DD). Z kolei na  „Czerwonej liście gatunków zagrożonych Republiki Czeskiej” umieszczony jest jako gatunek zagrożony wymarciem (EN).